# Дебреценский университет
Дебреценский университет (венг. Debreceni Egyetem) — крупнейшее учебное заведение в Дебрецене и один из ведущих университетов в Венгрии.
Годом основания считается 1538 год, когда в Дебрецене был открыт кальвинистский колледж. Заведение многократно трансформировалось и реорганизовывалось. Первое университетское учреждение на базе дебреценских вузов сформировано Законом XXXVI от 1912 года: Королевский научный университет Дебрецена. Были предусмотрены 5 факультетов:
- реформатский факультет теологии,
- факультет права и политологии,
- медицинский факультет,
- факультет гуманитарных наук, языков и истории,
- факультет точных и естественных наук.

Однако, университет начал функционировать лишь два года спустя: в 1914 году, с тремя факультетами.
Под именем Королевского научного университета Дебрецена  — он функционировал вплоть до 1951 г. Впоследствии он был разделён.
В современном состоянии учреждён в 2000 году в результате слияния трёх университетов Дебрецена — сельскохозяйственного, медицинского и естественнонаучного Университета имени Кошута. По состоянию на 2010-е годы университет принимает около 32 тыс. студентов, из них более 2 тыс. — из зарубежья, профессорско-преподавательский состав насчитывает 1,7 тыс. сотрудников.
Факультеты — агрономии, искусств, стоматологии, экономических наук, медицины, информатики, права, музыки, фармации, естественных наук и технологий, общественного здравоохранения, инженерный, педагогики. В университете два крупных кампуса — старый, в нём расположено большинство факультетов, а также ботанический сад, в кампусе Кассай размещены факультеты экономики, права и информатики, ряд небольших кампусов расположены по всему городу, в частности, самостоятельный городок имеется у Института ядерных исследований и факультета агрономии.
Библиотека вуза, насчитывающая более 6 млн единиц хранения, является крупнейшей университетской библиотекой в Венгрии и среди венгерских библиотек уступает по масштабам лишь Национальной библиотеке имени Сеченьи в Будапеште.
Известные выпускники и преподаватели:
- Ади, Эндре (1877—1919) — венгерский поэт, публицист и общественный деятель
- Кёльчеи, Ференц (1790—1838) — венгерский писатель
- Лакатос, Имре (1922—1974) — венгерско-британский философ
- Мориц, Жигмонд (1879—1942) — венгерский писатель
- Реньи, Альфред (1921—1970) — венгерский математик
- Сабо, Магда (1917—2007) — венгерская писательница
- Удварди, Миклош (1919—1998) — биогеограф, зоолог, орнитолог, эколог
- Хатвани, Иштван (1718—1786) — венгерский математик